# Desembocadura del Riu Gaià
La Desembocadura del Riu Gaià és una zona humida, inclosa al Pla d'Espais d'Interès Natural, amb una superfície protegida de 3,90 ha situada al nord-est del Terme Municipal de Tarragona, entre el Castell de Tamarit i Altafulla, més enllà del turó de Tamarit consistent en una petita plana litoral amb la ribera i llera del riu Gaià, entre la línia de ferrocarril fins a arribar al Mediterrani.
L'espai, perjudicat per la manca d'aportacions superficials a causa del pantà del Catllar presenta zones embassades i una desembocadura oberta en una platja sorrenca. El fet de ser una de les poques zones humides costaneres, permet el refugi de molta fauna a més a més d'un possible punt de descans per a les aus migratòries, fets que van motivar la seva inclusió al PEIN.